# Hemistola
Hemistola är ett släkte av fjärilar som beskrevs av W. Warren 1893. Hemistola ingår i familjen mätare.

## Bildgalleri

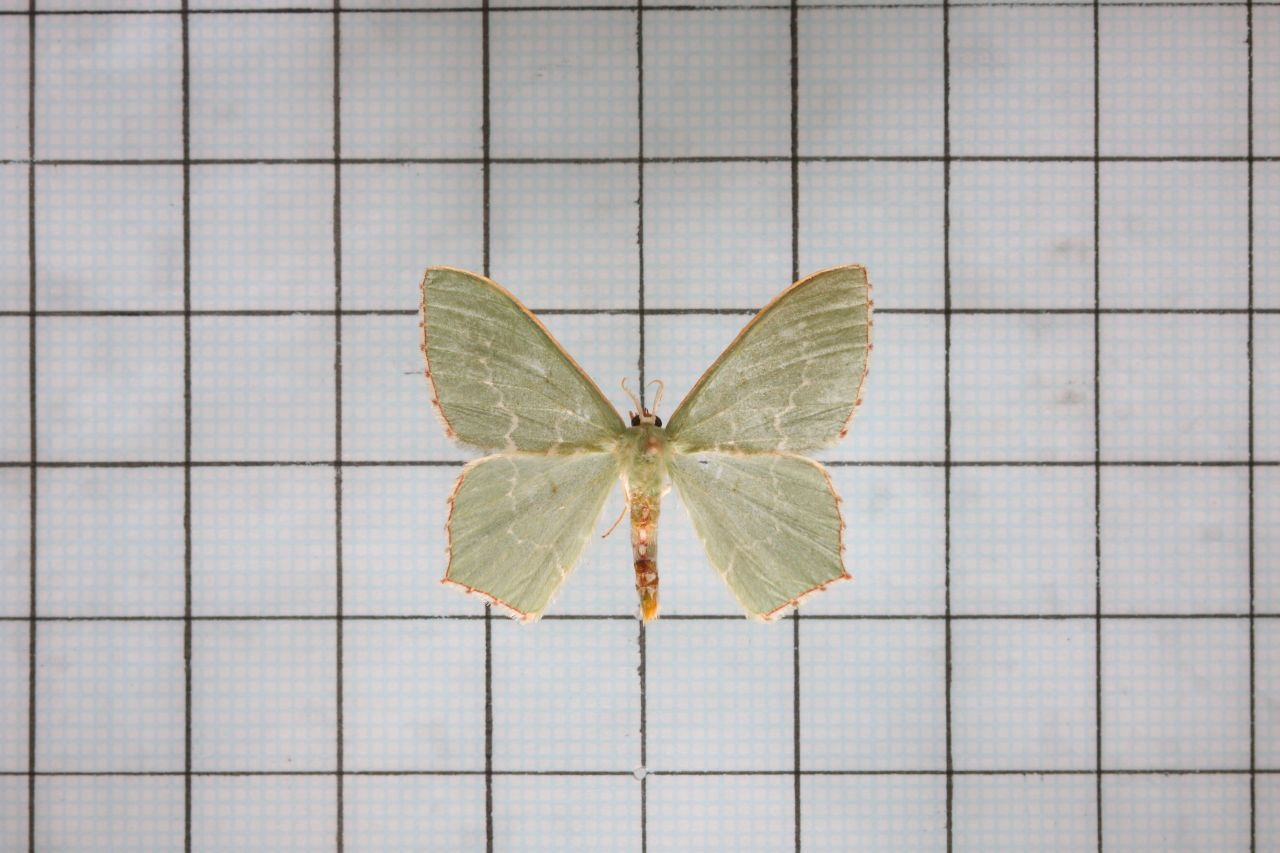

## Dottertaxa tillHemistola, i alfabetisk ordning[1][2]
- Hemistola acyra
- Hemistola albifusa
- Hemistola alboneura
- Hemistola annuligera
- Hemistola antigone
- Hemistola christinaria
- Hemistola chrysoprasaria
- Hemistola cinctigutta
- Hemistola claripennis
- Hemistola contracta
- Hemistola cymiaria
- Hemistola dentigera
- Hemistola detracta
- Hemistola dijuncta
- Hemistola directa
- Hemistola dispartita
- Hemistola distans
- Hemistola efformata
- Hemistola ereuthopeza
- Hemistola euthes
- Hemistola flavicosta
- Hemistola fletcheri
- Hemistola fulvimargo
- Hemistola fuscimargo
- Hemistola hypnopoea
- Hemistola incommoda
- Hemistola inconcinnaria
- Hemistola inoptaria
- Hemistola insolitaria
- Hemistola intermedia
- Hemistola isommata
- Hemistola kezukai
- Hemistola lissas
- Hemistola loxiaria
- Hemistola lucidata
- Hemistola malachitaria
- Hemistola minutata
- Hemistola monotona
- Hemistola nayas
- Hemistola nemoriata
- Hemistola occidentalis
- Hemistola orbiculosa
- Hemistola parallelaria
- Hemistola periphanes
- Hemistola pomona
- Hemistola pseudocrysoprasaria
- Hemistola rectilinea
- Hemistola rubricosta
- Hemistola rubrimargo
- Hemistola siciliana
- Hemistola stathima
- Hemistola subcaerulea
- Hemistola tenuilinea
- Hemistola unduligera
- Hemistola unicolor
- Hemistola veneta
- Hemistola vernaria
- Hemistola vernarius
- Hemistola vestigiata
- Hemistola volutaria
- Hemistola zimmermanni